# Rio de Janeiro (staat)
Rio de Janeiro (Portugese uitspraak: [ˈʁi.u dʒi ʒaˈnejɾu]) is een van de 26 deelstaten van Brazilië.
De staat met de standaardafkorting RJ heeft een oppervlakte van ca. 43.780 km² en ligt in de regio Zuidoost. Rio de Janeiro grenst aan de Atlantische Oceaan in het oosten en zuiden, São Paulo in het zuidwesten, Minas Gerais in het westen en noordwesten en Espírito Santo in het noordoosten. In 2017 had de staat 16.718.956 inwoners, waarmee de deelstaat qua oppervlakte en inwoners vergelijkbaar is met Nederland, al zijn de meeste inwoners geconcentreerd in en rond de hoofdstad Rio de Janeiro. Rio de Janeiro was tot 1960 de hoofdstad van Brazilië en vormde toen een eigen federaal district los van de gelijknamige staat waar het in 1831 van werd afgesplitst. Toen de hoofdstad van Brazilië in 1960 werd verhuisd naar Brasilia werd besloten om Rio de Janeiro te promoveren tot deelstaat. Men gaf de nieuwe staat de naam Guanabara naar de baai waarin de stad ligt. In 1975 werden de staten Guanabara en Rio de Janeiro samengevoegd onder de naam van die laatste en met de stad Rio de Janeiro als hoofdstad.
De staat heeft 8,2% van de Braziliaanse bevolking en produceert 9,2% van het BBP van het land.

## Belangrijke steden
Hieronder de twintig grootste steden:
| Stad                                            | Inwoners  |
| ----------------------------------------------- | --------- |
| Rio de Janeiro                                  | 6.520.266 |
| São Gonçalo                                     | 1.049.826 |
| Duque de Caxias                                 | 890.997   |
| Nova Iguaçu                                     | 798.647   |
| Niterói                                         | 499.028   |
| Belford Roxo                                    | 495.783   |
| Campos dos Goytacazes                           | 490.288   |
| São João de Meriti                              | 460.461   |
| Petrópolis                                      | 298.235   |
| Volta Redonda                                   | 265.201   |
| Macaé                                           | 244.139   |
| Magé                                            | 237.420   |
| Itaboraí                                        | 232.394   |
| Cabo Frio                                       | 216.030   |
| Angra dos Reis                                  | 194.619   |
| Nova Friburgo                                   | 185.381   |
| Barra Mansa                                     | 179.451   |
| Mesquita                                        | 171.280   |
| Teresópolis                                     | 176.060   |
| Nilópolis                                       | 158.329   |
| Bron: (pt) IBGE - Populatie volgens census 2017 |           |

## Bestuurlijke indeling
De deelstaat Rio de Janeiro is ingedeeld in 6 mesoregio's, 18 microregio's en 92 gemeenten.